# Yare
Yare (ang. River Yare) – rzeka we wschodniej Anglii, w hrabstwie Norfolk. Długość rzeki wynosi 77 km.
Źródło rzeki znajduje się na północny wschód od wsi Shipdham. Rzeka płynie w kierunku wschodnim, od południa opływa miasto Norwich, gdzie wpada do niej rzeka Wensum. Tuż przed ujściem do Morza Północnego, nad którym położone jest Great Yarmouth, wpadają do niej rzeki Waveney i Bure. Dolny bieg rzeki znajduje się w granicach obszaru chronionej przyrody The Broads.